# Chengdu Rongcheng
El Chengdu Rongcheng (en chino simplificado, 成都蓉城足球俱乐部) es un equipo de fútbol de China que juega en la Superliga de China, la primera división de fútbol en el país.

## Historia

### Orígenes y formación
El actual Chengdu Rongcheng Football Club tiene sus raíces en el Nanjing Qianbao FC, fundado el 24 de enero de 2014 en Nanjing por el Grupo Qbao. Tras la temporada 2015, el club se trasladó a la ciudad de Chengdu y cambió su nombre a Chengdu Qianbao FC el 8 de enero de 2016.
El 26 de diciembre de 2017, Zhang Xiaolei, inversor del Chengdu Qianbao Football Club, se entregó a las autoridades de seguridad pública de Nankín bajo sospecha de recaudación ilegal de fondos. Como consecuencia, el club no pudo operar con normalidad y fue puesto bajo tutela del Ayuntamiento de Chengdu con el nombre provisional de "Chengdu FC".
En enero de 2018, Chengdu Xingcheng Investment Group Co., Ltd. y Chengdu Derry Football Training Centre Co., Ltd. llegaron a un acuerdo para hacerse cargo del "Chengdu FC" y establecer conjuntamente un club de fútbol profesional de alto nivel en Chengdu con objetivos ambiciosos.
El 1 de marzo de 2018, la Asociación China de Fútbol (CFA) anunció que el Chengdu Qianbao Football Club no superaba los requisitos para participar en la China League Two 2018. El 7 de marzo, se completó el registro del Chengdu Xingcheng Football Club, estableciéndose oficialmente el 20 de marzo con Yao Xia como subdirector general ejecutivo y Wei Qun como subdirector general y jefe de equipo. En sus inicios, el lema del club era ambicioso: "un año para llegar a League Two, tres años para llegar a League One y cinco años para llegar a Superliga".

### Ascenso meteórico
El primer torneo del recién fundado club fue la Liga de Campeones de Fútbol de Chengdu, donde ganó todos sus partidos con 53 goles a favor y ninguno en contra. Este éxito les permitió clasificarse para los torneos regionales de la Liga China de Campeones, donde también ganaron sus cinco partidos, avanzando como campeones de la región sur a la fase final nacional.
En esta fase final, el Chengdu Xingcheng demostró su supremacía: derrotó al Guangxi Bao Yun por 4-1 en octavos de final, al Lhasa City Investment por 7-1 en cuartos, y al Hangzhou Wuyue Qiantang por 5-1 en semifinales. Finalmente quedó subcampeón de la Liga China de Campeones tras caer ante el Taizhou Yuanda por 2-4 en la final, pero consiguiendo la clasificación para la segunda liga.
En la League Two china de 2019, el equipo enfrentó dificultades iniciales debido a problemas con su estadio, teniendo que jugar cinco partidos consecutivos como visitante. Sin embargo, tras regresar a su campo en el estadio de Longquan, el equipo encadenó diez victorias consecutivas en casa, colocándose en la primera posición de la región sur. Tras una intensa batalla con el Suzhou Dongwu, el Chengdu Xingcheng se impuso en la penúltima jornada por 3-1, asegurando el primer puesto de la Zona Sur con un balance de 20 victorias, 7 empates y 3 derrotas (67 puntos). Este resultado les garantizó el ascenso directo a la Liga A para la temporada 2020.

### Consolidación en la League One
En 2020, el equipo compitió en la League One bajo el nombre Chengdu Better City. Debido a la pandemia, la liga adoptó un sistema de torneos. En la primera fase, el equipo brilló al ganar el primer puesto del Grupo A de la División Metropolitana con 8 victorias, 1 empate y 1 derrota en 10 partidos, clasificándose para la segunda fase con antelación.
En la segunda fase, comenzaron fuerte con 2 victorias y 1 empate en tres partidos, pero las derrotas consecutivas ante Zhejiang Greentown y Changchun Yatai les relegaron a la cuarta posición, frustrando su intento de ascender a la Superliga. Tras este revés, el club realizó cambios significativos en el cuerpo técnico, rescindiendo los contratos del entrenador Carlos Granero y su equipo.
El 14 de diciembre de 2020, siguiendo las directrices de la CFA que prohibía nombres comerciales, el Chengdu Better City adoptó oficialmente el nombre de Chengdu Rongcheng Football Club el 15 de enero de 2021.
En 2021, bajo la dirección del técnico coreano Xu Zhengyuan y con un equipo técnico completamente coreano, el club reforzó su plantilla con jugadores extranjeros como Felipe y Rómulo, además de veteranos de la Superliga como Liu Ruowan, Xiang Baixu y Li Jianbin. El equipo comenzó la temporada con fuerza, liderando la clasificación, pero perdió impulso en la segunda mitad, cayendo al cuarto puesto. En la eliminatoria de ascenso, el Chengdu Rongcheng derrotó al Dalian Pro, decimoquinto de la Superliga china, por un resultado global de 2-1, logrando el ansiado ascenso a la máxima categoría. En la Copa CFA, tras superar al Guangzhou City en tercera ronda en los penaltis (5-4), cayeron en octavos de final ante el Sichuan Jiuniu (1-2).

### Éxito en la Superliga China
En su debut en la Superliga China en 2022, el Chengdu Rongcheng tuvo un inicio difícil con dos derrotas y seis empates consecutivos. Sin embargo, tras adaptarse al ritmo de la competición, encadenaron cinco victorias consecutivas, especialmente tras el despertar goleador de Felipe en la undécima jornada. A mitad de temporada experimentaron altibajos debido a lesiones de Felipe, pero el equipo logró una racha de 14 partidos invicto, colocándose entre los líderes junto a Zhejiang y Shanghái Port. Finalmente, terminaron en quinta posición con 65 puntos (18 victorias, 11 empates y 5 derrotas). En la Copa  alcanzaron los octavos de final, donde fueron eliminados por el Shanghái Port (0-8 en el global).
La temporada 2023 consolidó al equipo en la élite. Tras vencer al Shenzhen por 0-3 en la 13ª jornada, el Chengdu Rongcheng alcanzó una racha histórica de 27 partidos invictos a lo largo de dos temporadas, superando el récord del Guangzhou Evergrande (26 partidos). Concluyeron la temporada en cuarta posición con 15 victorias, 8 empates y 7 derrotas. En la Copa CFA cayeron en tercera ronda ante el Chongqing Tongliang Dragons en la tanda de penaltis.
El 2024 fue su mejor temporada hasta la fecha. En el inicio de la Superliga, vencieron al Qingdao FC (2-0), logrando su primera victoria inaugural en la máxima categoría. El 17 de mayo, consiguieron un hito al marcar tres goles consecutivos con un jugador menos, algo que no ocurría desde 2018. El 18 de octubre vencieron al Shanghai Port por 3-1. En la Copa CFA llegaron a semifinales, donde cayeron ante el Shandong Taishan. El 27 de octubre aseguraron el tercer puesto en la Superliga y su clasificación para la Liga de Campeones de la AFC. Aunque perdieron el último partido ante el Shanghai Shenhua (1-2), su tercera posición final (18 victorias, 5 empates y 7 derrotas) igualó el mejor resultado histórico del fútbol de Sichuan, logrado por el Sichuan Quanxing en 1999 y 2000.

### Actualidad
En febrero de 2025, el club experimentó importantes cambios en su plantilla y varios jugadores ascendieron al primer equipo desde las categorías inferiores.
El 22 de febrero de 2025, el Chengdu Rongcheng inauguró la temporada con una victoria en casa por 1-0 ante el Wuhan Yangtze River.

## Infraestructura

### Estadio
El Chengdu Rongcheng juega sus partidos como local en el Centro Cultural y Deportivo Wuliangye, anteriormente conocido como Phoenix Hill Sports Park. Este moderno complejo multiusos se encuentra situado en el distrito de Jinniu de Chengdu y representa una de las instalaciones deportivas más avanzadas de China. Con una capacidad para 60.000 espectadores y certificación FIFA, el estadio fue inaugurado el 31 de marzo de 2021, aunque su apertura oficial se produjo en octubre de 2023. Ocupa una superficie total de 43,67 hectáreas y sigue un innovador diseño arquitectónico que combina un estadio principal con dos pabellones auxiliares, incluyendo un pabellón multiusos con capacidad para 18.000 personas que cumple con los estándares de la NBA.
El estadio ha sido escenario de importantes eventos deportivos, destacando su papel como sede principal de la Universiada de 2021 celebrada en 2023 debido a la pandemia de COVID-19. El Chengdu Rongcheng no pudo debutar en él hasta el 23 de diciembre de 2022 debido a las restricciones sanitarias. En 2024 adoptó su actual denominación de Centro Cultural y Deportivo Wuliangye tras un acuerdo de patrocinio.
Este complejo destaca por su avanzada tecnología, siendo pionero en la implementación del sistema Building Information Modeling (BIM) durante su construcción, lo que le valió el reconocimiento como modelo global para la industria arquitectónica, de ingeniería y construcción en 2020. Cuenta con un sistema de iluminación de última generación y un césped adaptable que permite su uso para diversos eventos, desde conciertos hasta competiciones de atletismo.
Además de su función futbolística, el estadio ha acogido numerosos eventos culturales y deportivos de relevancia internacional. Cuenta con conexiones con la red de metro de Chengdu. Las instalaciones incluyen un museo interactivo del club, zonas VIP con lounges exclusivos y restaurantes, consolidándose como un referente entre los estadios más modernos del fútbol chino.

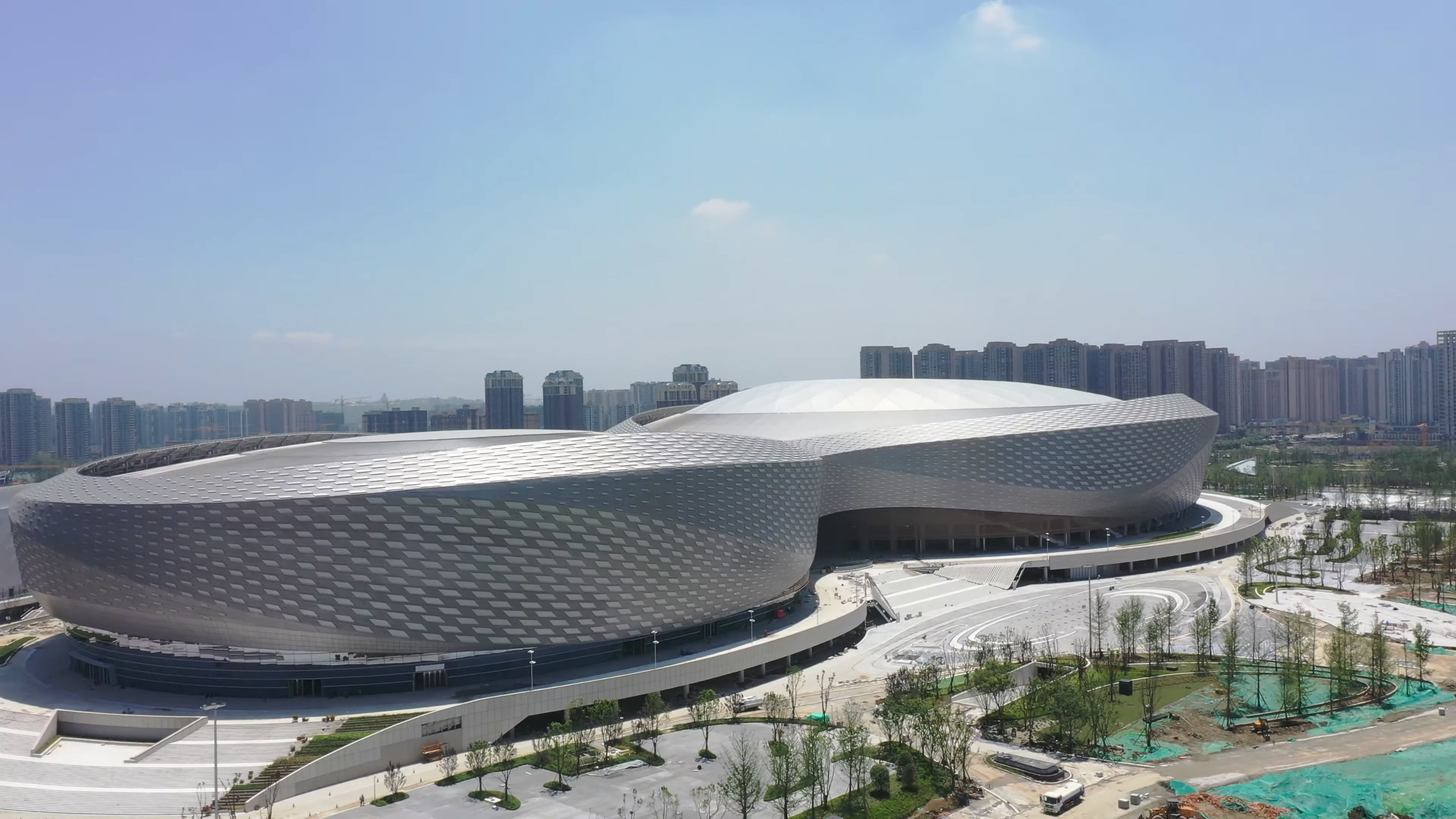
Exterior del Phoenix Hill Sports Park

## Nombres
- 2014–2015 Nanjing Qianbao F.C. 南京钱宝
- 2016–2017 Chengdu Qbao F.C. 成都钱宝
- 2018–2021 Chengdu Better City F.C. 成都兴城
- 2021- Chengdu Rongcheng F.C. 成都蓉城[1]

## Entrenadores
- José Carlos Granero (2018–2020)
- Seo Jung-won (2021–Act.)